# La Retraite (Vieux Fort)
La Retraite es una localidad de Santa Lucía que forma parte del distrito de Vieux Fort.